# Jerzy Samuel Bandtkie
Jerzy Samuel Bandtkie, född 24 november 1768 i Lublin, död 11 juni 1835 i Kraków, var en polsk språkforskare. Han var bror till Jan Wincenty Bandtkie.
Bandtkie, som var son till en tysk köpman, studerade filologi och historia i Halle an der Saale och Jena och var 1798–1811 lärare i polska vid en latinskola i Breslau. Här utgav han dels på tyska, dels på polska flera historiska arbeten, av vilka det viktigaste är "Det polska folkets historia" (1810, tredje upplagan 1835), Polnisch-deutsches Wörterbuch (1806, I-II) samt en Polnische Grammatik für Deutsche (1808, tredje upplagan 1824), vilket, trots att det stödjer sig på latinets formlära, utmärker sig i jämförelse med sina föregångare.
År 1811 blev Bandtkie bibliotekarie och professor i bibliografi vid akademien i Kraków, varefter han publicerade en mängd bibliografiska arbeten, av vilka särskilt kan nämnas "Det Jagelloniska universitetsbibliotekets historia" (1821), samt två verk om de äldsta polska tryckerierna, Historya drukarń krakowskich (1815) och Historya drukarń w Królestwie Polskiem etc. (1826).